# Helmersplantsoen 1-15
Helmersplantsoen 1-15 te Amsterdam betreft het enige gebouw aan het Helmersplantsoen in Amsterdam-West. Het gebouw werd op 4 november 2002 opgenomen in het monumentenregister.

## Gebouw
Het gebouw, dat tussen 1891 en 1893 is neergezet, werd ontworpen door Hendrik Leguyt van de Dienst der Publieke Werken. Die Dienst ontwierp het gehele complex van het Wilhelminagasthuis, een academisch ziekenhuis. Het gebouw heeft de plattegrond van een halter: een lang midden uitkomend op twee dwars daarop staande delen. Het geheel is grotendeels opgetrokken uit baksteen met hardsteen in sluitstenen en speklagen in een neorenaissancestijl. Het gebouw, bekend staand als hoofdgebouw, gaf vanuit de Eerste Helmersstraat toegang tot de terreinen van ziekenhuis. Het heeft daarom centraal in haar lengte van tachtig meter een ingebouwde poort. Het gebouw kent twee bouwlagen met daarop een zolderruimte onder de kap.
De poort wordt benadrukt doordat het risalerend is uitgevoerd ten opzichte van beide kanten. Bovendien is ze gevat in hardstenen halfkolommen met beeldhouwwerk. Boven de poort is een brede raampartij geplaatst met daarboven in cartouche de naam. De gevel wordt daar afgesloten door een natuurstenen topgevel volgens renaissancestijl met het wapen van Amsterdam. Bijzonder is vanuit architectonisch opzicht de koepelconstructie in de poort. Het geheel wordt gedragen door Dorische zuilen van graniet; de koepels zelf bevatten geglazuurde bakstenen, koepelbogen zijn uitgevoerd in groen geglazuurd baksteen. Achter de zwaar houten toegangsdeur zijn toegangen naar beide vleugels te vinden, eveneens in zwaar houten uitvoering; daarachter bevinden zich lange gangen de vleugels in.
Nadat het Wilhelminagasthuis vertrok naar het Academisch Medisch Centrum in Amsterdam-Zuidoost werd het gebouw omgebouwd tot appartementen. Gezien haar omvang kreeg het drie verschillende straatnamen als adres:
- Helmersplantsoen 1-15, vernoemd naar schrijver Jan Frederik Helmers
- Anna Spenglerstraat 101-119, vernoemd naar verpleegster Elisabeth Catharina Spengler (1842-1907), assistente van Johanna Reynvaan
- Marius van Bouwdijk Bastiaansestraat 2-22 (even), vernoemd naar gynaecoloog en hoogleraar Marius Adolphus van Bouwdijk Bastiaanse

Een van de blinde vlakken in de poort is in 1990 voorzien van een muurschildering van Jeanine van Pinxteren. Een weergave van eenzelfde lange gang, maar dan tweedimensionaal.

## Bomen
Niet alleen het gebouw is een monument. Aan de noordzijde van de gebouwen staan gespiegeld aan weerszijden van het pad naar/van de poort twee platanen (Platanus x hispanica), die Amsterdam rekent tot "monumentale bomen en ander waardevol groen"; ze zijn beeldbepalend. De bomen dateren uit circa 1890, dus ongeveer uit de periode van bouw van het poortgebouw. In het pad tussen beide bomen ligt een titelloos kunstwerk van Veron Urdarianu (Roemenië, 1951).

## Afbeeldingen

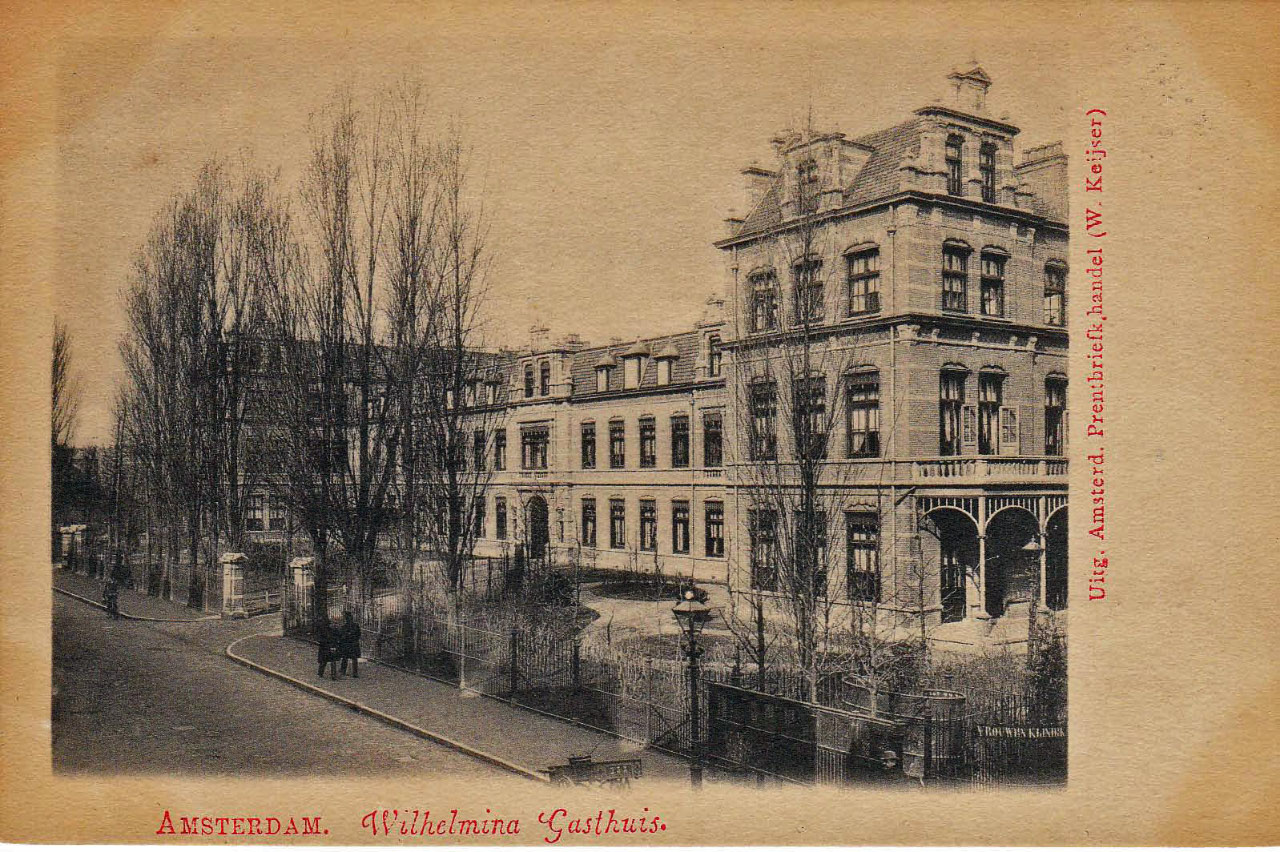
Gebouw in circa 1900
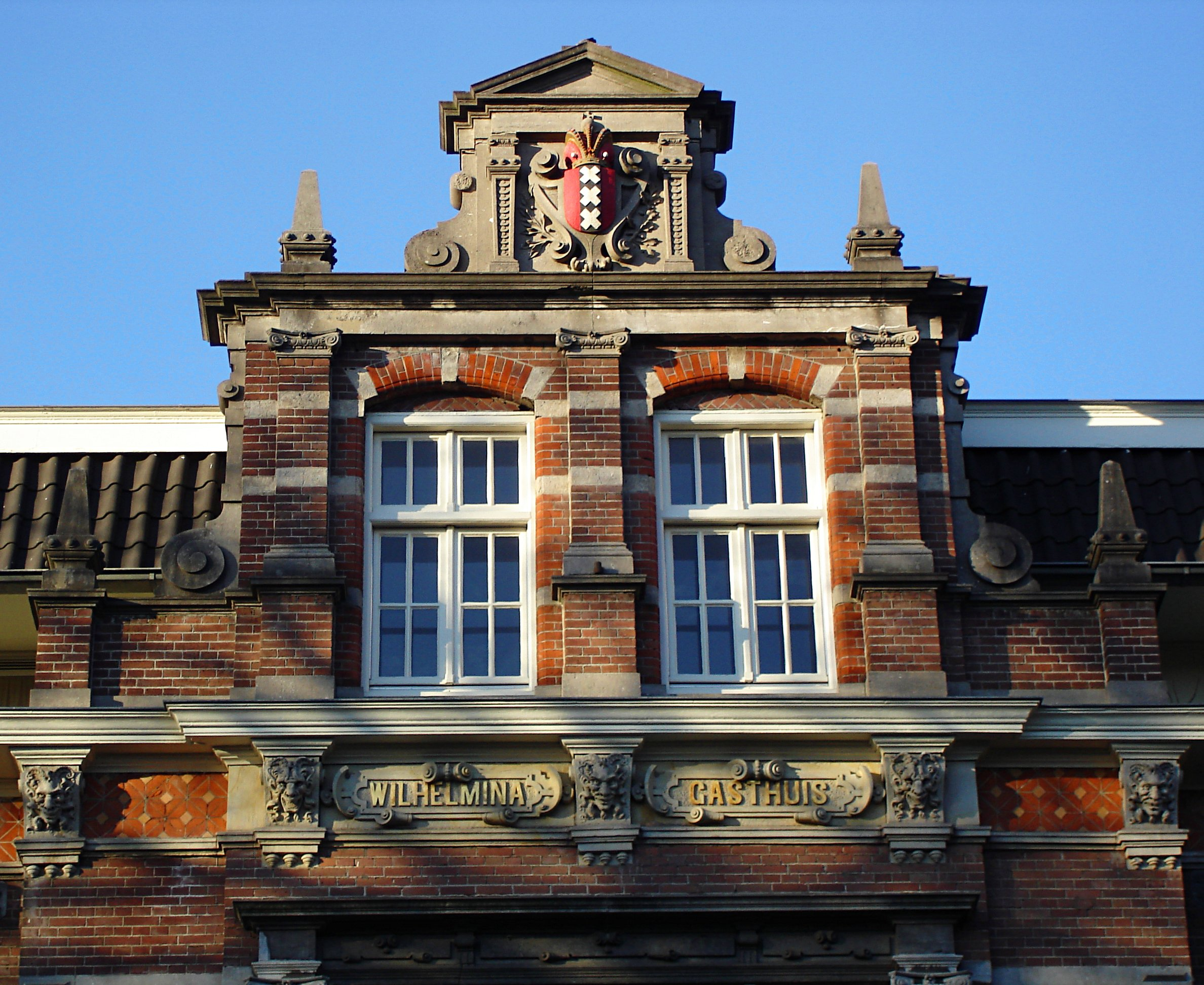
Topgevel met opschrift en wapen (januari 2006)
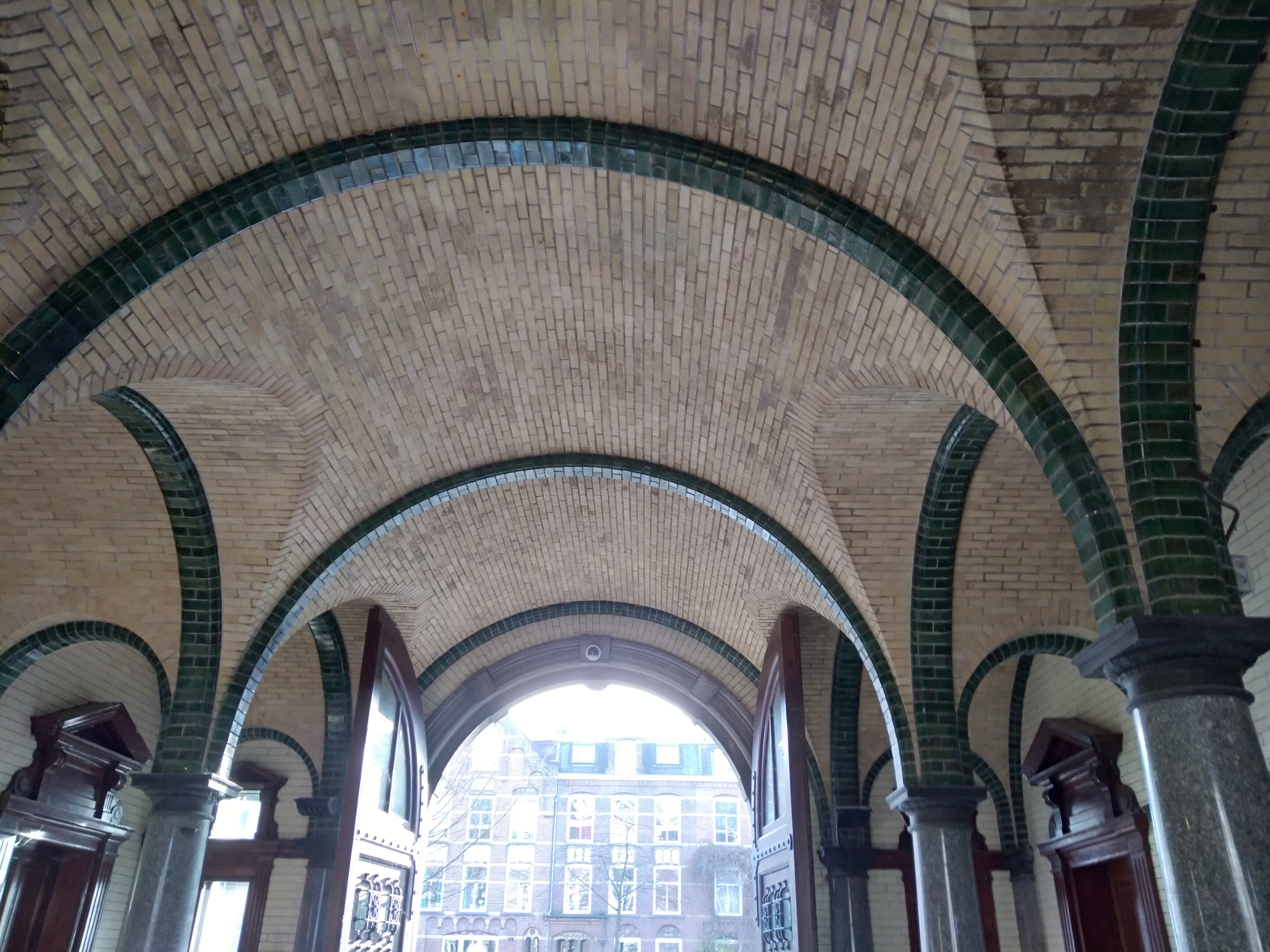
Koepel in de ontvangstruimte (december 2021)
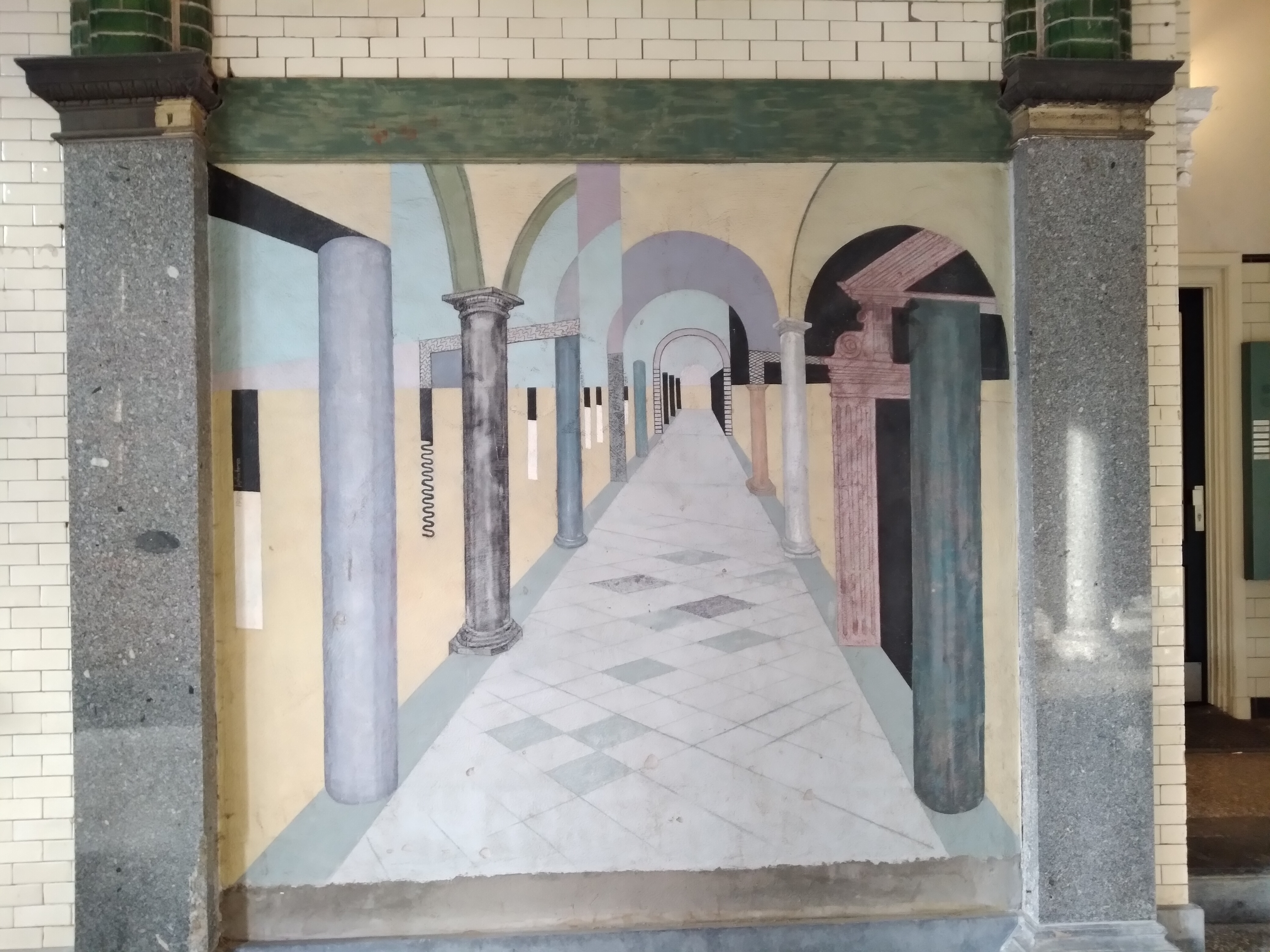
Zuilengang van Van Pinxteren (december 2021)
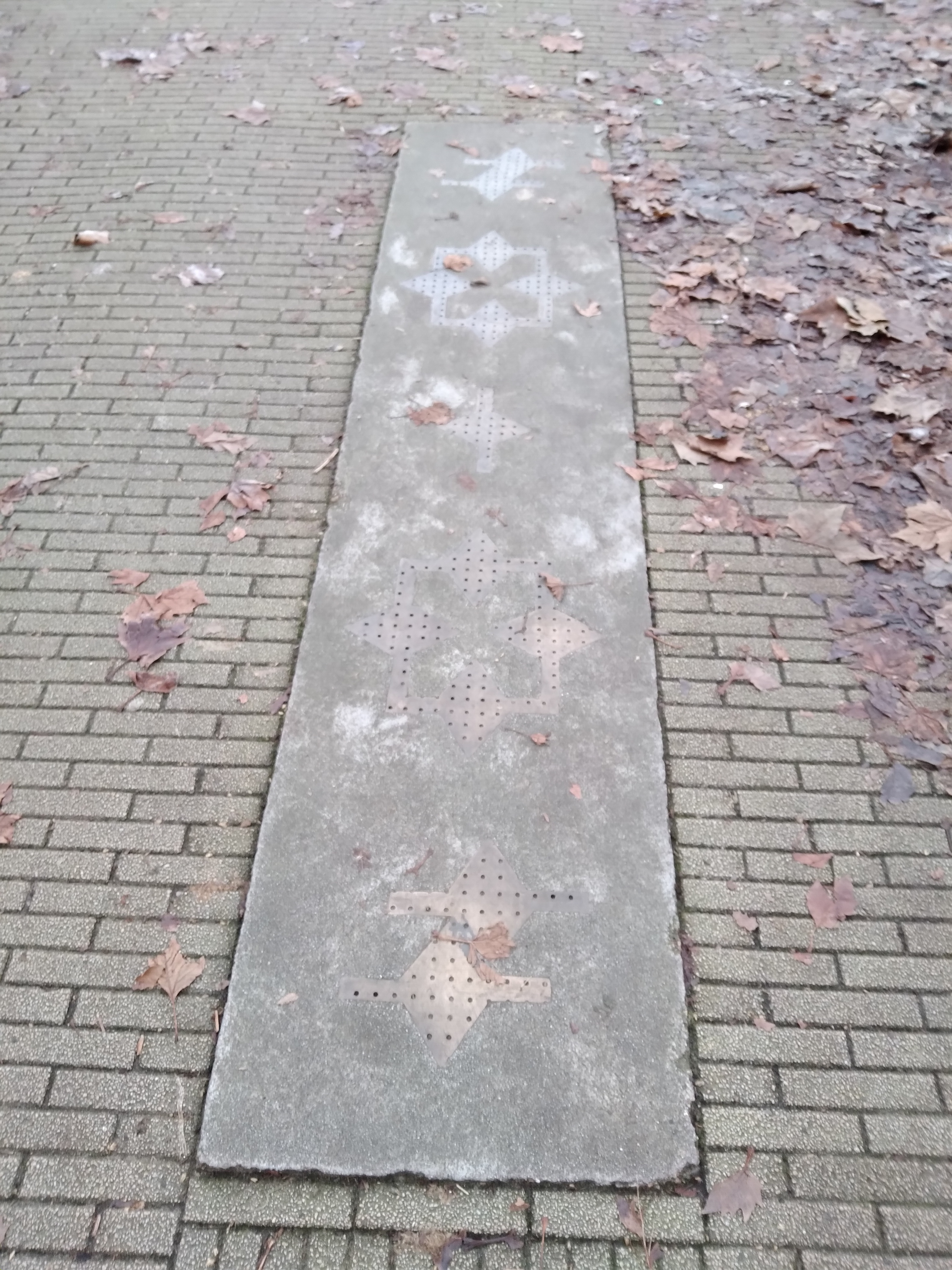
Kunstwerk van Veron Urdarianu (december 2021)